# 库姆比
库姆比（Kumbi），是印度曼尼普尔邦Bishnupur县的一个城镇。总人口7947（2001年）。

## 人口
该地2001年总人口7947人，其中男性3994人，女性3953人；0—6岁人口1039人，其中男517人，女522人；识字率63.09%，其中男性为70.66%，女性为55.45%。